# Hans-Jürgen Lüttjohann
Hans-Jürgen Lüttjohann (* 23. Dezember 1950) ist ein ehemaliger deutscher Fußballspieler, der von 1969 bis 1987 in Wismar und Schwerin im Zweitligafußball aktiv war. 

## Sportliche Laufbahn
In der Saison 1969/70 begann Hans-Jürgen Lüttjohann seine Laufbahn in der zweitklassigen DDR-Liga. In der 30 Spieltage dauernden Spielzeit kam er für die TSG Wismar in 15 Ligaspielen zum Einsatz. Im November 1970 wurde Lüttjohann zum Wehrdienst für 18 Monate in die Nationalen Volksarmee einberufen, nachdem er zuvor noch vier Spiele für die TSG absolviert hatte. Nach seiner Entlassung aus der Armee begann Lüttjohann in der Saison 1972/73 wieder für die TSG Wismar zu spielen. Bei seinen 17 Einsätzen in der nun 22 Spieltage währenden DDR-Liga kam er zu seinen ersten drei Ligatoren. Auch 1973/74 fehlte er bei vier Ligaspielen und wurde abwechselnd im Angriff und im Mittelfeld eingesetzt. Die erfolgreichste Saison in Wismar bestritt Lüttjohann 1974/75. Er ließ nur ein Punktspiel aus, wurde aber mit zehn Treffern Torschützenkönig der TSG. Dabei setzte ihn Trainer Levknecht sehr flexibel in allen Spielreihen ein. Zur Saison 1975/76 übernahm Hans Reincke das Training in Wismar, er setzte in dieser und der folgenden Spielzeit Lüttjohann kontinuierlich im Mittelfeld ein. Auch auf dieser Position konnte dieser seine Torgefährlichkeit ausspielen und schoss acht bzw. sieben Tore. 
Im Sommer 1977 folgte Lüttjohann Trainer Levknecht nach Schwerin, der in der Vorsaison der ISG Schwerin zum Aufstieg in die DDR-Liga verholfen hatte. Bei der ISG spielte Lüttjohann unter Levknecht zunächst weiter im Mittelfeld. Diese Position behielt er auch unter dem neuen Trainer Werner Sewe in den Spielzeiten 1979/80 und 1980/81. In letzterer Saison wurde Lüttjohann zum neuen Mannschaftskapitän ernannt und löste Axel Bergmann in diesem Amt ab, das Lüttjohann danach bis 1987 bekleidete. Als zur Saison 1981/82 Wolf-Peter Jantzen das Training bei der ISG übernahm, wurde Lüttjohann für eine Spielzeit als Stürmer eingesetzt, kam aber nur auf zwei Ligatreffer. In den folgenden drei Spielzeiten versetzte ihn der Trainer in die Abwehr. Nach der Saison 1984/85 stieg die ISG Schwerin aus der DDR-Liga ab. Bis dahin war Lüttjohann stets Stammspieler gewesen. Obwohl 35-jährig spielte er für die ISG 1985/86 auch noch in der drittklassigen Bezirksliga, verhalf ihr zur Bezirksmeisterschaft und zum sofortigen Wiederaufstieg. Auch in der DDR-Liga-Saison 1986/87 gehörte Lüttjohann weiter zum Spieleraufgebot und bestritt unter dem neuen Trainer Axel Bergmann als Mittelfeldspieler noch 28 der 34 DDR-Liga-Spiele. Dabei erzielte er auch seine letzten beiden Ligatore, nachdem er zuvor für die ISG in der DDR-Liga zwölf Treffer erreicht hatte. Die ISG schaffte nicht den Klassenerhalt und stieg nach einem Jahr erneut in die Bezirksliga ab. 
Da die Schweriner nicht wieder in die DDR-Liga aufstiegen, war damit auch für Hans-Jürgen Lüttjohann die Laufbahn im höherklassigen Fußball beendet. Dort hatte er 17 Spielzeiten verbracht, 318 DDR-Liga-Spiele absolviert und 44 Tore geschossen.